# Alexeter erythrocerus
Alexeter erythrocerus är en stekelart som först beskrevs av Johann Ludwig Christian Gravenhorst 1829.  Alexeter erythrocerus ingår i släktet Alexeter och familjen brokparasitsteklar. Inga underarter finns listade i Catalogue of Life.